# Diores kibonotensis
Diores kibonotensis är en spindelart som beskrevs av Albert Tullgren 1910. Diores kibonotensis ingår i släktet Diores och familjen Zodariidae.
Artens utbredningsområde är Tanzania. Inga underarter finns listade i Catalogue of Life.